# Gościszów
Gościszów (alemán: Gießmannsdorf) es una localidad del distrito de Bolesławiec, en el voivodato de Baja Silesia (Polonia). Se encuentra en el suroeste del país, dentro del término municipal de Nowogrodziec, a unos 7 km al sudeste de la localidad homónima y sede del gobierno municipal, a unos 15 al suroeste de Bolesławiec, la capital del distrito, y a unos 111 al oeste de Breslavia, la capital del voivodato. En 2011, según el censo realizado por la Oficina Central de Estadística polaca, su población era de 1511 habitantes. Gościszów perteneció a Alemania hasta 1945.